# A la sombra del Sol
A la sombra del sol es una película chilena de 1974, del género drama, dirigida por Silvio Caiozzi y Pablo Perelman. La película trata de un crimen ocurrido a mediados del siglo XX en medio de la comunidad lickan antay de Caspana. El drama explora en la realidad del desierto, la inmigración minera y la justicia comunitaria.

## Sinopsis
Dos delincuentes huyen desde la cárcel de Calama y se internan en el desierto de Atacama en dirección a Bolivia. En su camino tropiezan con el pueblo cordillerano de Caspana, donde los habitantes les reciben de manera hospitalaria. Más tarde, los prófugos violan a dos pastoras y son detenidos por los miembros de la comunidad, quienes en el curso de un juicio comunitario les condenan al fusilamiento.

## Historia
Este film de Silvio Caiozzi (Julio comienza en Julio y Coronación) y Pablo Perelman (Imagen Latente), fue estrenado en 1974, en el difícil ambiente político y represivo que reinaba desde comienzos de la dictadura del general Augusto Pinochet que supuso el llamado «apagón cultural». 
El film se enmarca dentro de la tradición cineasta ligada al neorrealismo italiano, utilizando la participación de la población local como actores y un registro de carácter documental.
- Datos: Q5484546